# العلاقات السلوفاكية الكازاخستانية
العلاقات السلوفاكية الكازاخستانية هي العلاقات الثنائية التي تجمع بين سلوفاكيا وكازاخستان.

## مقارنة بين البلدين
هذه مقارنة عامة ومرجعية للدولتين:
| وجه المقارنة                                              | سلوفاكيا                                                       | كازاخستان                      |
| --------------------------------------------------------- | -------------------------------------------------------------- | ------------------------------ |
| المساحة (كم2)                                             | 49.03 ألف                                                      | 2.72 مليون                     |
| عدد السكان (نسمة)                                         | 5.44 مليون                                                     | 17.95 مليون                    |
| الكثافة السكانية (ن./كم²)                                 | 110.95                                                         | 6.6                            |
| العاصمة                                                   | براتيسلافا                                                     | نور سلطان                      |
| اللغة الرسمية                                             | اللغة السلوفاكية                                               | اللغة القازاقية، اللغة الروسية |
| العملة                                                    | كرونة سلوفاكية، يورو                                           | تينغ كازاخستاني                |
| الناتج المحلي الإجمالي (بليون دولار)                      | 95.77 مليار                                                    | 159.41 مليار                   |
| الناتج المحلي الإجمالي (تعادل القوة الشرائية) بليون دولار | 162.34 مليار                                                   | 439.39 مليار                   |
| الناتج المحلي الإجمالي الاسمي للفرد دولار أمريكي          | 16.09 ألف                                                      | 10.51 ألف                      |
| الناتج المحلي الإجمالي للفرد دولار أمريكي                 | 30.46 ألف                                                      | 24.23 ألف                      |
| مؤشر التنمية البشرية                                      | 0.844                                                          | 0.788                          |
| رمز المكالمات الدولي                                      | +421                                                           | +7                             |
| رمز الإنترنت                                              | .sk                                                            | .kz، .қаз ‏                     |
| المنطقة الزمنية                                           | توقيت وسط أوروبا، ت ع م+01:00، ت ع م+02:00، أوروبا/براتيسلافا ‏ | ت ع م+05:00، ت ع م+06:00       |

## منظمات دولية مشتركة
يشترك البلدان في عضوية مجموعة من المنظمات الدولية، منها:
| علم المنظمة | اسم المنظمة                               | تاريخ انضمام سلوفاكيا | تاريخ انضمام كازاخستان |
| ----------- | ----------------------------------------- | --------------------- | ---------------------- |
|             | الاتحاد البريدي العالمي                   | ?                     | ?                      |
|             | يونسكو                                    | 9 فبراير 1993         | 22 مايو 1992           |
|             | البنك الدولي للإنشاء والتعمير             | 1993                  | 23 يوليو 1992          |
|             | وكالة ضمان الاستثمار متعدد الأطراف        | 1993                  | 12 أغسطس 1993          |
|             | الاتحاد الدولي للاتصالات                  | 23 فبراير 1993        | 23 فبراير 1993         |
|             | منظمة الشرطة الجنائية الدولية             | ?                     | ?                      |
|             | مؤسسة التمويل الدولية                     | 1993                  | 30 سبتمبر 1993         |
|             | مجموعة الموردين النوويين                  | ?                     | ?                      |
|             | الأمم المتحدة                             | 19 يناير 1993         | 2 مارس 1992            |
|             | منظمة الأمن والتعاون في أوروبا            | 1993                  | 30 يناير 1992          |
|             | مؤسسة التنمية الدولية                     | 1993                  | 23 يوليو 1992          |
|             | الفريق المعني برصد الأرض                  | ?                     | ?                      |
|             | منظمة حظر الأسلحة الكيميائية              | ?                     | ?                      |
|             | المركز الدولي لتسوية المنازعات الاستشارية | 26 يونيو 1994         | 21 أكتوبر 2000         |

## وصلات خارجية
- موقع وزارة الخارجية السلوفاكية
- موقع وزارة الخارجية الكازاخستانية